# Dario Cassini
Dario Cassini (Napoli, 18 giugno 1967) è un comico, attore e cabarettista italiano.

## Biografia
Orfano di padre all'età di 3 anni per un incidente d'auto, è fratello di Riccardo Cassini (comico e autore di programmi televisivi e radiofonici) e Marco Cassini (direttore editoriale e fondatore della casa editrice romana Minimum fax): Partecipa nel 1989 al programma "Il principe azzurro" condotto da Raffaella Carrà . Diventerà, però, noto al grande pubblico partecipando al programma televisivo Le Iene con Simona Ventura. È noto anche grazie alle sue molteplici apparizioni al Maurizio Costanzo Show. Ha partecipato come comico a Zelig e a Colorado. Conduce un programma radiofonico su Radio Kiss Kiss, dal titolo Kiss Kiss Bang Bang. Ha preso parte, come attore ai videoclip delle canzoni Se tornerai degli 883 e Primavera di Marina Rei (sua ex fidanzata). Nei suoi spettacoli di cabaret le donne sono sempre l'argomento principale per le loro manie, i loro tic, le loro fobie e per le diverse tecniche di corteggiamento da usare nei loro riguardi.

## Filmografia

### Cinema
- In nome del popolo sovrano, regia di Luigi Magni (1990)
- Ragazzi della notte, regia di Jerry Calà (1995)
- Facciamo paradiso, regia di Mario Monicelli (1995)
- Cuba libre - Velocipedi ai tropici, regia di David Riondino (1997)
- Jolly Blu, regia di Stefano Salvati (1998)
- Bagnomaria, regia di Giorgio Panariello (1999)
- Cemento Armato, regia di Marco Martani (2007)
- Ex, regia di Fausto Brizzi (2009)
- Nessuno mi può giudicare, regia di Massimiliano Bruno (2011)
- Bianco di Babbudoiu, regia di Igor Biddau (2016)
- Poveri ma ricchissimi, regia di Fausto Brizzi (2017)
- I predatori, regia di Pietro Castellitto (2020)
- La donna per me, regia Marco Martani (2022)

### Televisione
- Il Principe Azzurro - programma TV (1989)
- La voglia di vincere, regia di Vittorio Sindoni (1987)
- I ragazzi del muretto - serie TV (1995)
- Ciccio ciccio (2001)
- Don Matteo - serie TV, 1 episodio (2009)
- Ho sposato uno sbirro - serie TV, 1 episodio (2010)
- Fuoriclasse - serie TV (2011)
- Don Matteo 10 - serie tv (2016)
- Rex - serie tv (2015)
- Non ho niente da perdere - film TV, regia di Fabrizio Costa (2019)
- Imma Tataranni - Sostituto procuratore – serie TV, episodio 2x05 (2022)
- Sconfort Zone - miniserie TV (2025)

### Teatro
- Tranne mia madre e mia sorella 2
- In caso d'amore...scappa!
- Uomini che oliano le nonne (2010)
- Passerotto puoi andare via (2011)
- Professor Rimorchio (2015)

## Televisione
- Vernice fresca (Teleregione Toscana, Cinquestelle,  1991-1993)
- Le Iene (Italia 1, 1997)
- Zelig (Italia 1, 2001-2003) - comico
- Colorado (Italia 1, 2007-2010, 2012-2013, 2015, 2017) comico
- Stalk Radio (Sky Uno, 2011)
- Most Ridiculous (Comedy Central, 2019) - con Gabriele Cirilli
- Only Fun – Comico Show (Nove, 2022-2023) - comico
- Ballando con le stelle (Rai 1, 2022) - concorrente
- L'isola dei famosi (Canale 5, 2024) - concorrente

## Opere
- Tranne mia madre e mia sorella, Arnoldo Mondadori Editore (2003)
- È vent'anni che ho vent'anni, Arnoldo Mondadori Editore (2007)
- In caso d'amore scappa, (2011)